# Опарыш
Опа́рыш — личинка мясной мухи. Длина личинки — 4–12 мм. В дикой природе питается несвежим мясом и другими продуктами, при условии, что процесс ферментации уже прошёл. В лабораторных условиях их также можно вырастить на сладком клейстере (раствор крахмала и сахара). При благоприятных условиях проводят 10—15 дней в виде личинки, после чего превращаются в муху. При неблагоприятных условиях погружаются в анабиозное состояние, в котором способны выдержать морозы до −30 °C. При отрицательных температурах могут жить до трёх лет, не превращаясь в мух.

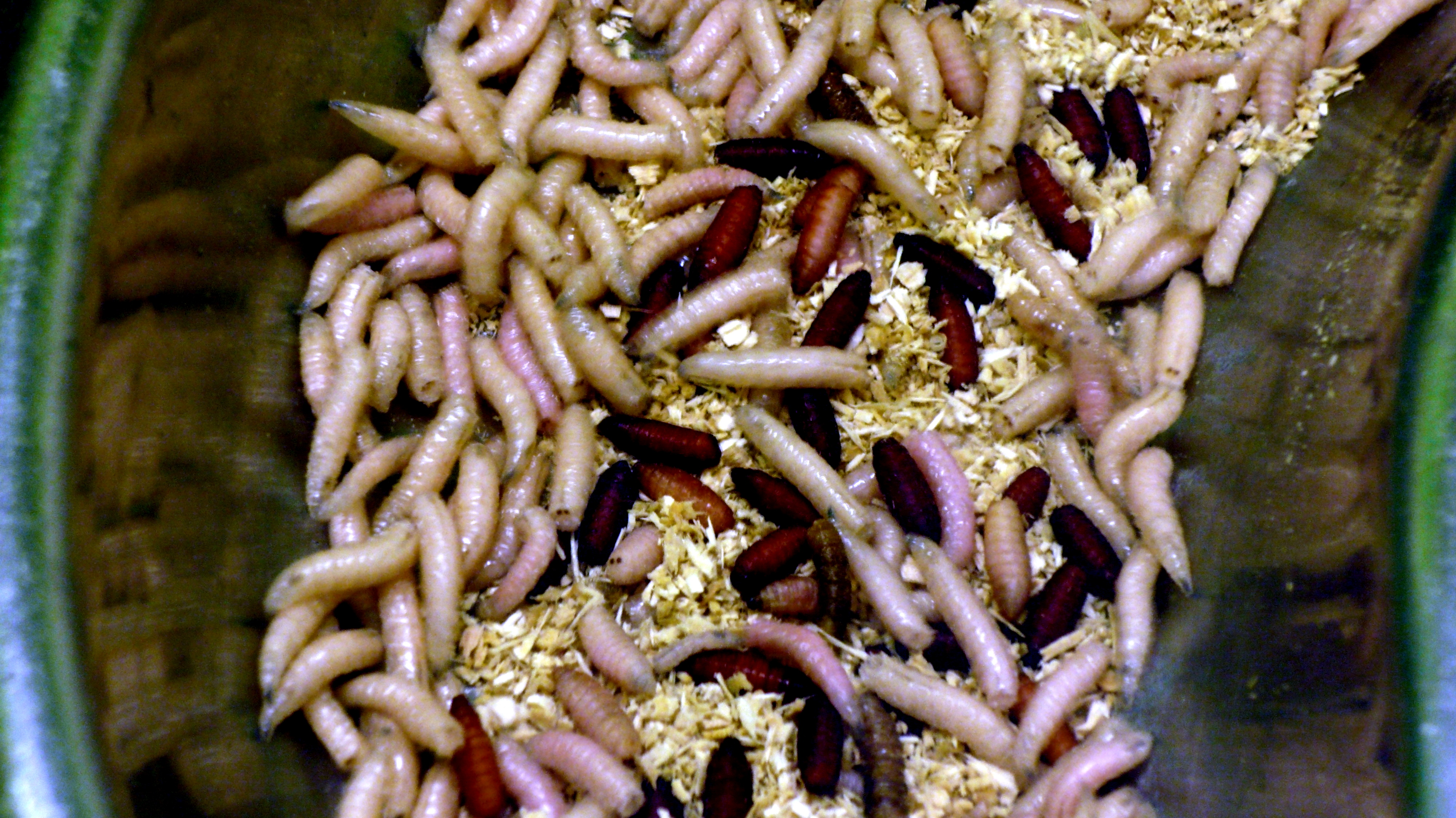
Опарыши разных видов мух

## Использование

### Рыбалка
Является одним из наиболее популярных видов наживок, часто используется для ловли нехищных рыб (карп, язь, караси и так далее).

### Кормовое насекомое
Опарыш также применяется как корм для аквариумных рыбок и экзотических домашних животных.

### Медицина
В медицине опарыш применяется в некоторых клиниках как дешёвый, эффективный и безопасный способ очистки ран от мёртвых тканей и нагноений. Личинку помещают на рану и оставляют на некоторое время, в результате чего опарыш съедает все мёртвые ткани, оставляя рану чистой. Этот метод используется в более чем 1500 медицинских центрах в Европе и США.

## Проблемы
Как клещи и блохи, опарыши могут представлять опасность для домашних животных (особенно овец) и человека. Они являются возбудителями заболеваний под названием миазы. Одним из способов биологического контроля численности опарышей является привлечение жуков-карапузиков для их истребления.